# Drucat
Drucat je francouzská obec v departementu Somme v regionu Hauts-de-France. Žije zde 902 obyvatel.

## Geografie

### Sousední obce
| Růžice kompasu | Hautvillers-Ouville | Neuilly-l'Hôpital | Millencourt-en-Ponthieu | Růžice kompasu |
| Růžice kompasu | Buigny-Saint-Maclou | Sever             | Caours                  | Růžice kompasu |
| Růžice kompasu | Buigny-Saint-Maclou | Drucat            | Caours                  | Růžice kompasu |
| Růžice kompasu | Buigny-Saint-Maclou | Jih               | Caours                  | Růžice kompasu |
| Růžice kompasu | Abbeville           |                   |                         | Růžice kompasu |